# Fulvetta
Fulvetta es un género de aves paseriforme perteneciente a la familia Sylviidae. Aunque fue propuesto originalmente en 1877, se instauró a principios del siglo XXI para reubicar a varias especies que se clasificaban en el género Alcippe, dentro de la familia Timaliidae, cuando se demostró su proximidad genética con los miembros del género Sylvia.

## Especies
El género contiene las siguientes especies:
- Fulvetta vinipectus – fulveta cejiblanca;
- Fulvetta striaticollis – fulveta china;
- Fulvetta ruficapilla – fulveta de Verreaux;
- Fulvetta danisi – fulveta indochina;
- Fulvetta ludlowi – fulveta de Ludlow;
- Fulvetta cinereiceps – fulveta encapuchada;
- Fulvetta manipurensis – fulveta de Manipur;
- Fulvetta formosana – fulveta de Formosa.